# Joseph Raphael De Lamar House
La Joseph Raphael De Lamar House est un manoir situé au 233 Madison Avenue à l'angle de la 37e rue dans le quartier Murray Hill de Manhattan, à New York. Il a été construit en 1902-05 par Gilbert et a été conçu dans le style Beaux-Arts. Le manoir De Lamar a marqué un changement radical par rapport au style traditionnel de Gilbert de l'architecture gothique française et était plutôt un style Beaux-Arts sévère, lourd de pierres rustiques, de balcons et d'un toit mansardé colossal. Le manoir est le plus grand de Murray Hill et l'un des plus spectaculaires de la ville; les intérieurs sont aussi somptueux que l'extérieur  . 

## Histoire
Joseph Raphael De Lamar était un marin marchand né aux Pays-Bas qui a fait sa première fortune dans les mines et la métallurgie dans les années 1870 et 80, des ruées vers le plomb en argent vers le Colorado et l'Idaho, et des ruées vers l'or des années 1890 à Mercur, Utah et Delamar, Nevada  . Il fit construire cette résidence comme son entrée dans la société new-yorkaise. Ce devait être une résidence familiale, mais peu de temps après sa construction, De Lamar et sa femme ont divorcé. Le recenseur de 1910 trouva De Lamar en résidence avec sa fille Alice, alors âgée de 15 ans, et neuf domestiques, un ratio typique pour l'époque. De Lamar est décédé huit ans plus tard en 1918 à l'âge de 75 ans. Sa nécrologie dans le Boston Daily Globe le décrit comme un "homme mystérieux" et un organiste accompli. Il a laissé un domaine d'une valeur de 29 millions de dollars à sa fille, qui a continué à vivre dans la maison pendant une courte période avant de déménager dans un appartement au 740 Park Avenue. 

## Destinations
Le manoir a été vendu à l'American Bible Society, et en 1923, le National Democratic Club l'a acheté pour son siège social. En 1973, la République de Pologne a acheté le manoir pour 900 000 $ pour abriter son consulat général à New York. Le bâtiment a été soigneusement nettoyé et rénové à l'intérieur et conserve toutes ses nombreuses caractéristiques d'époque. Depuis 2008, le consulat est également régulièrement éclairé la nuit. 
Le manoir De Lamar a été désigné monument historique par la Commission de préservation des monuments de la ville de New York en 1975 et a été ajouté au registre national des lieux historiques en 1983. 

## Galerie

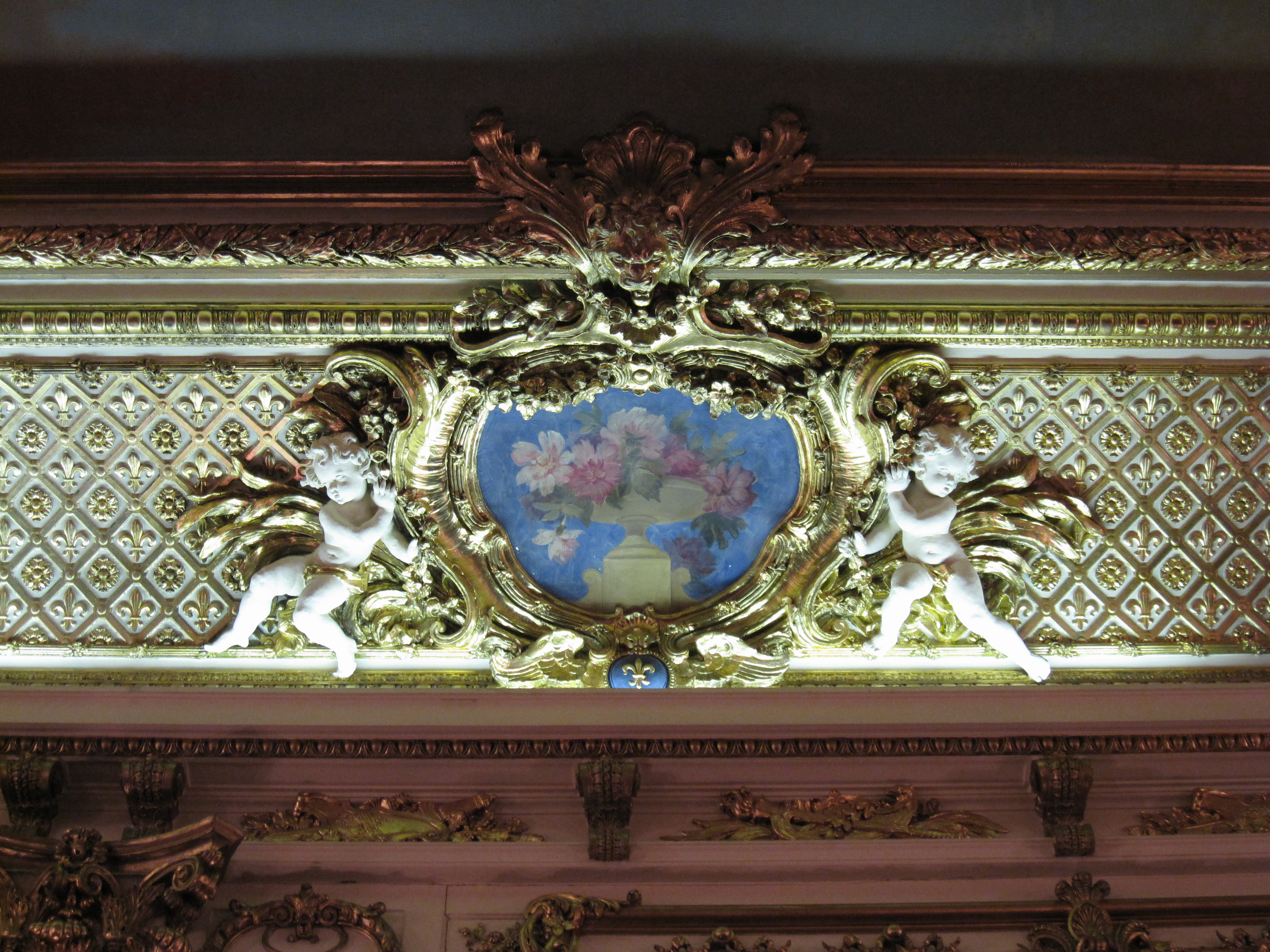
Cartouche néo-baroque avec peinture florale au plafond.
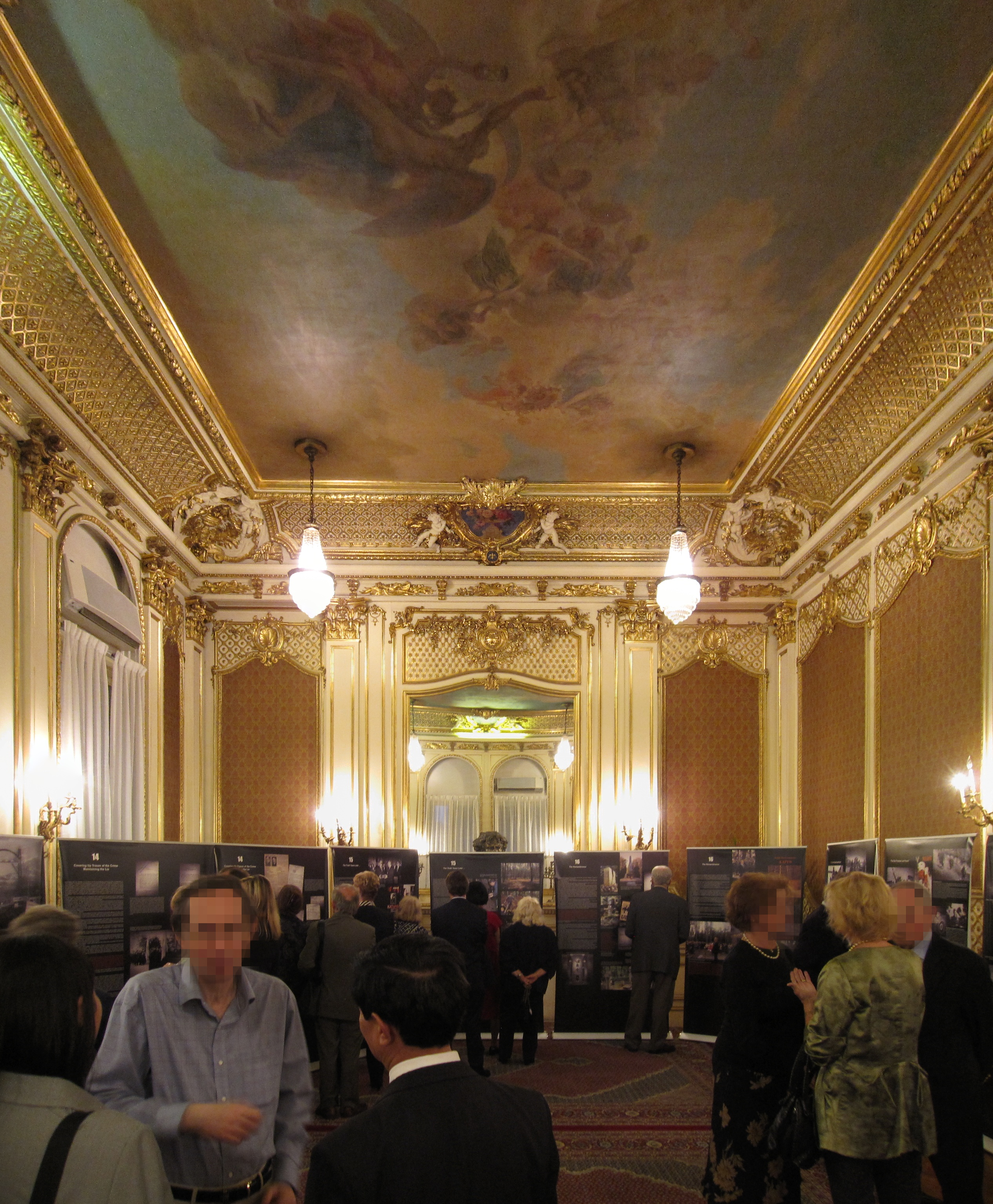
L'une des chambres représentatives avec des peintures au plafond et du stuc doré.
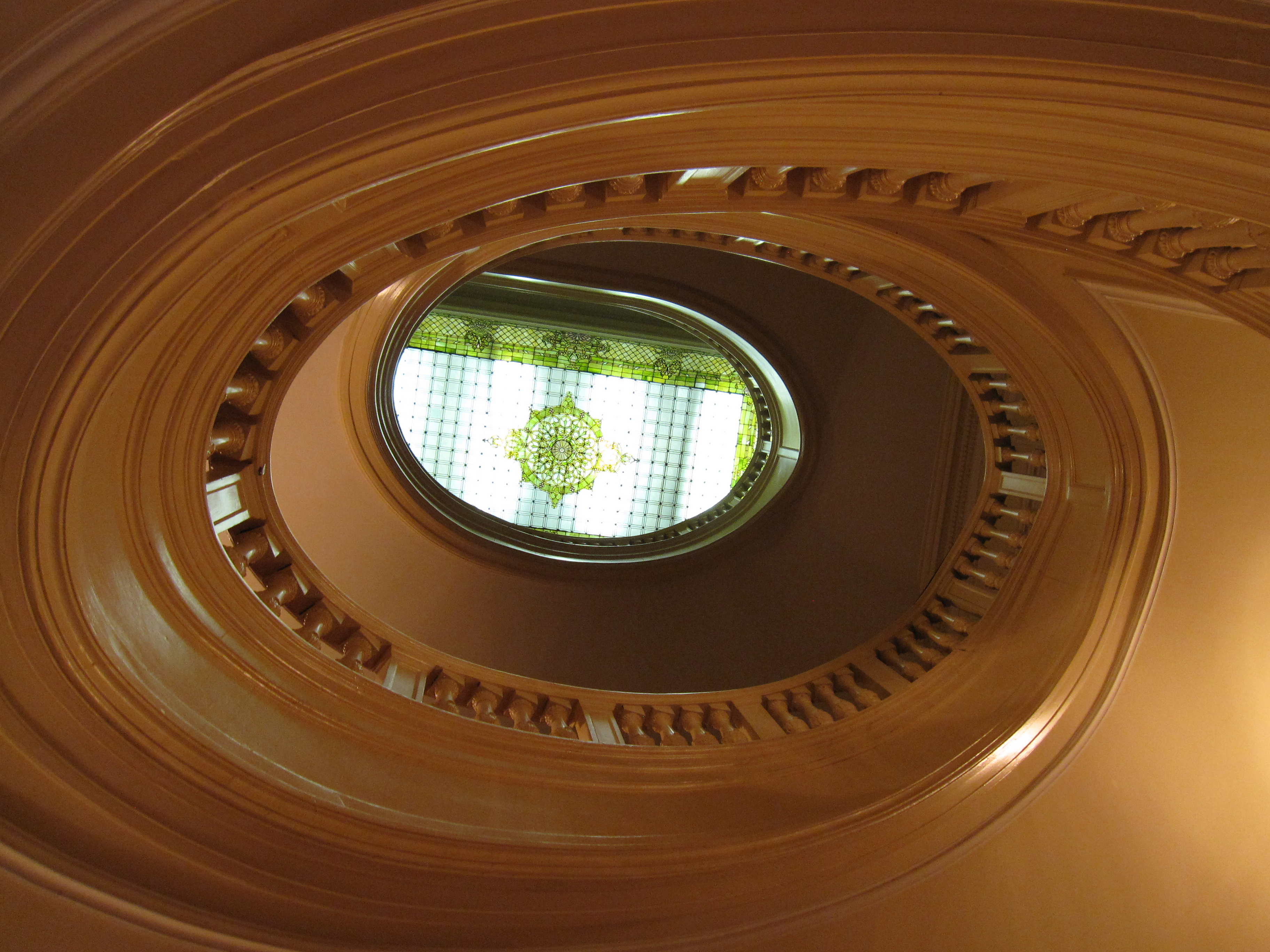
Escalier avec puits de lumière en verre.